# Khristiane
Khristiane (russisk: Христиане) er en sovjetisk spillefilm fra 1987 af Dmitrij Zolotukhin.

## Medvirkende
- Ljubov Polisjjuk som Pelageja Karaulova
- Lev Zolotukhin som Lev Arkadjevitj
- Jurij Dubrovin
- Vadim Zakhartjenko
- Aleksandr Dik